# Beljaevskij rajon
Il Beljaevskij rajon (in russo Беляевский район?) è un rajon dell'Oblast' di Orenburg, nella Russia europea. Istituito nel 1927, il capoluogo è Beljaevka.